# Río Crisnejas
Der Río Crisnejas, alternative Schreibweise: Río Crisnegas, ist ein 49 km (einschl. Quellflüssen: 148 km) langer linker Nebenfluss des Río Marañón in West-Peru. Der Río Crisnejas durchfließt den Südosten der Region Cajamarca. Der Fluss ist nicht zu verwechseln mit dem gleichnamigen Nebenfluss des Río Chontayacu in den Provinzen Tocache und Marañón.

## Flusslauf
Der Río Crisnejas entsteht 2 km südwestlich der Gemeinde La Grama auf einer Höhe von etwa 2000 m am Zusammenfluss von Río Cajamarca (links) und Río Condebamba (rechts). Er fließt anfangs knapp 20 km nach Osten, anschließend wendet er sich 15 km in Richtung Nordnordost und schließlich fließt er nach Osten. Die ersten Kilometer befinden sich noch in einer kleinen Beckenlandschaft. Nach 2 km passiert er die am linken Flussufer gelegene Ortschaft Aguas Calientes. Nach etwa 10 km erreicht er die Gebirgskämme im Osten der peruanischen Westkordillere. Er durchschneidet diese zwischen den Flusskilometern 40 und 15 in einem engen steilen Tal. Anschließend passiert der Fluss eine Stelle, wo der nördliche Talhang abgerutscht ist. Auf den unteren Kilometern verbreitert sich das Tal allmählich. Der Río Crisnejas fließt nun in einem breiten Flussbett, in welchem er teils einen verflochtenen Fluss bildet. Am Südufer liegt 8 km oberhalb der Mündung die Ortschaft Santa Rosa. Es wird entlang dem Unterlauf bewässerte Landwirtschaft betrieben. Der Río Crisnejas mündet schließlich auf einer Höhe von 1078 m in den nach Norden strömenden Río Marañón. Der Río Crisnejas verläuft entlang der Grenze zwischen den Provinzen San Marcos im Norden und Cajabamba im Süden. Zum hydrologischen Hauptstrang werden die Zuflüsse Río Grande, Río Azufre und Río Cajamarca gezählt. Den Ursprung dieses insgesamt etwa 148 km langen hydrologischen Hauptstranges bildet der im äußersten Norden des Einzugsgebietes gelegene etwa 3700 m hoch gelegene abflussregulierte See Laguna Challhuagon .

## Einzugsgebiet und Hydrologie
Der Río Crisnejas entwässert ein 4928 km² großes Gebiet im östlichen Teil der peruanischen Westkordillere. Im Südosten grenzt das Einzugsgebiet des Río Crisnejas an das des Río Chusgón, im Süden an das des Río Tablachaca, im Westen an die der Flüsse Río Chicama und Río Jequetepeque, im Norden an das des Río Llaucano sowie im Nordosten an das des Río Las Yangas. In der Region fällt in den Monaten Oktober bis April ein Großteil des Jahresniederschlags. Die regenreichsten Monate sind Februar und März.